# David Ellwand

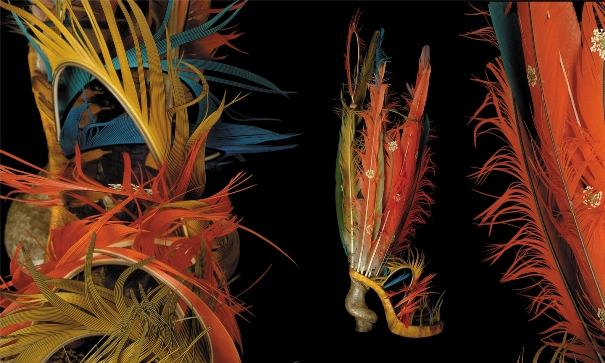
Ikarovy boty vytvořené pomocí ptačích per a dřevěných předmětů

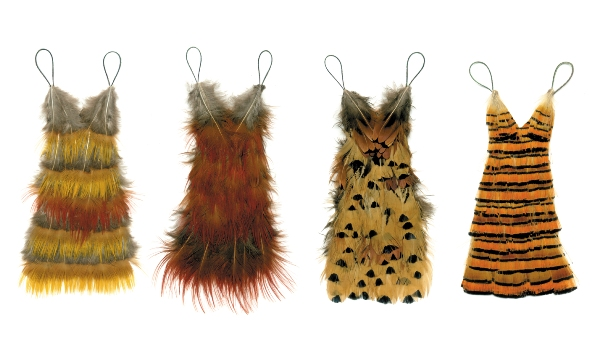
Čtyři šaty vytvořené pomocí přírodních objektů včetně peří a květin

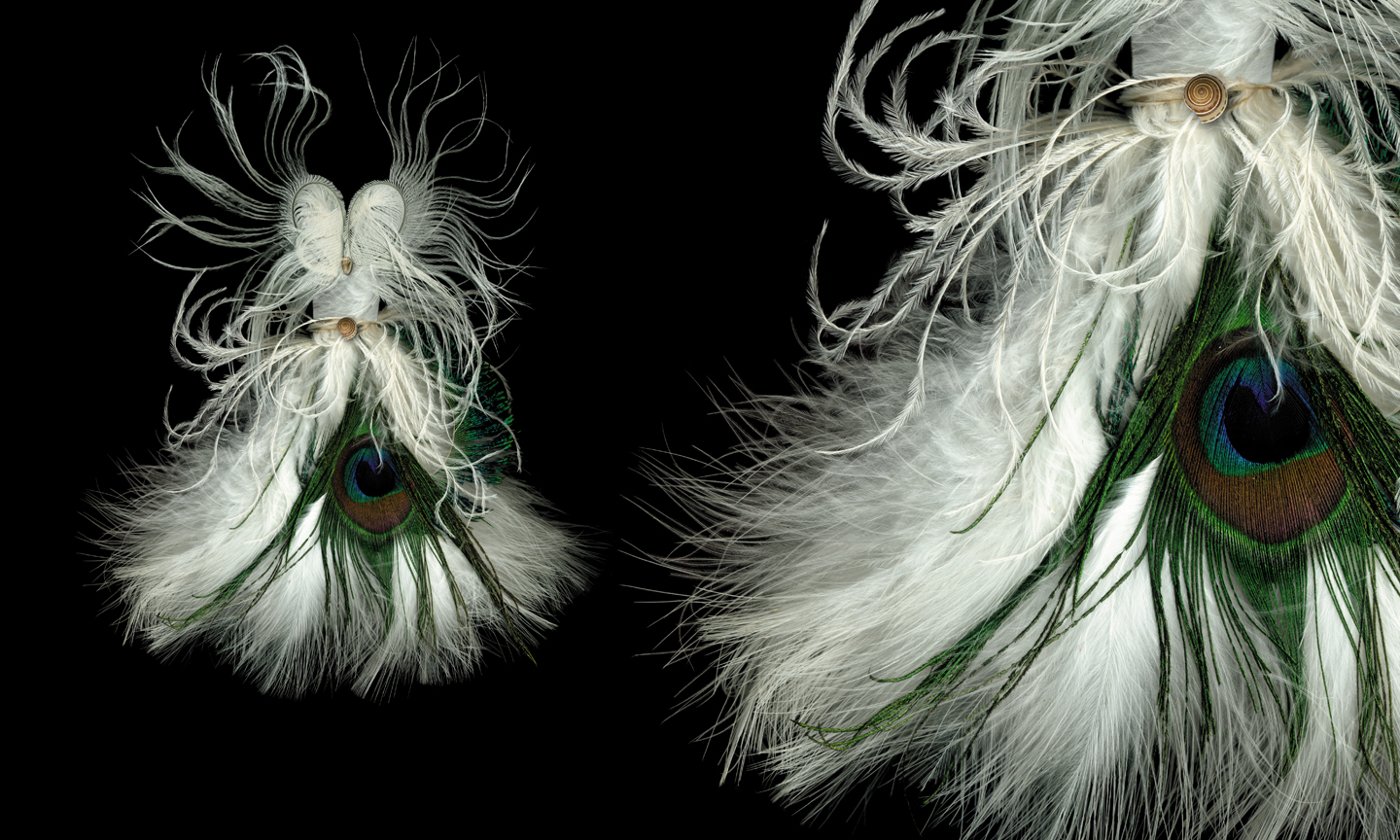
Šaty inspirované pavím peřím

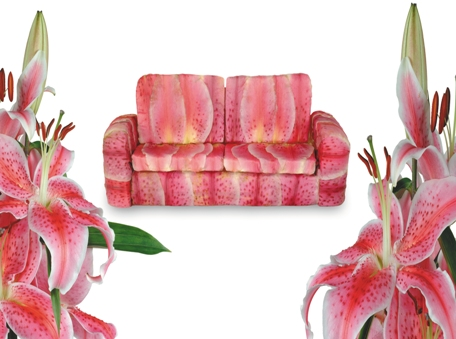
Sofa inspirovaná lilií

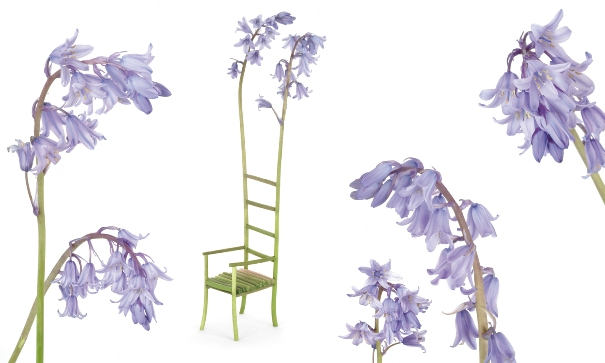
Židle inspirovaná zvonkem

David Ellwand (* 1966 Liverpool, Anglie) je anglický fotograf, ilustrátor a spisovatel. Je zkušeným fotografem, který vystavoval své abstraktní fotografie krajin v západní Evropě a Spojených státech. Je známý oceněnými fotografiemi publikované v knize Fairie-ality: The Fashion Collection from the House of Ellwand a Fairie‐ality Style. Známé je také jeho oceněné dílo Amazing Baby, nebo knížky Ten in a Bed, Teddy Bears a Cinderlily. Publikuje u různých vydavatelů.

## Životopis
Narodil se v roce 1966 v anglickém Liverpoolu. Vystudoval střední školu v Kettlethorpe v roce 1984 a dále studoval fotografii na Kitson Leeds College v Leedsu. Je ženatý s Ruth Huddlestonovou, což je bývalá ředitelka prodeje a marketingu nakladatelství Templar. Pracuje ze svého ateliéru ve starém přestavěném kostele v anglickém Dorsetu a žije ve West Sussexu se svou manželkou a dcerou Lydií.

## Dílo
Svou kariéru fotograf zahájil ve svých 18. letech. V roce 1991 založil ateliér, především se zaměřením na výrobu reklamní fotografie pro reklamní agentury. Později se věnoval knižním ilustracím a fotografii, při které používal různá média, formáty a techniky. Několik jeho známější díla patří černobílé fotografie, stejně jako koláž a kombinovaná technika s použitím ručního kolorování, barevné fotografie, používal přírodní předměty a předměty pro domácnost.
V roce 2011 začal pracovat na sérii knih založených na nadpřirozených věcech, experimentoval s historickými fotografickými procesy, včetně mokrého kolódiového procesu. K tomuto tématu řekl: "Byl jsem na mnoha místech, kde obyvatelé říkají, že tam viděli víly..."

### Fotografie
Série Fairie-ality
Jeho nejprodávanější knihou jsou ty ze série Fairie-ality: The Fashion Collection from the House of Ellwand a Fairie‐ality Style, které vydal Candlewick Press v roce 2002 a 2009. Kniha představuje 150 módních návrhů vytvořených z domácích potřeb, stejně jako květin, peří, listí, trávy, mušlí a materiálů nalezených v přírodě. Mezi umělecké předměty patří šaty, kabáty, kalhoty, čepice, spodní prádlo a boty. Seriál byl tak úspěšný, že jej požádal časopis Elle o vytvoření šatů pro jejich vánoční vydání. In 2003, Madame Alexander dolls created a Fairie-ality doll and trunk set.
- Bird, Eugenie; Downton, David (illustrator); and Ellwand, David (photographer). Fairie-ality: The Fashion Collection from the House of Ellwand, Candlewick Press, 2002. ISBN 978-0-7636-1413-3
- Fairie‐ality Style: A Sourcebook of Inspirations from Nature, Candlewick Press, 2009. ISBN 978-0-7636-2095-0
- Fairie-ality Journal: Feather Fairie Dress, Cedco Publishing, 2004. ISBN 978-0-7683-2630-7
- Fairie-ality Bound 6x8 Journal, Cedco Publishing, 2004. ISBN 978-0-7683-2629-1

Série Baby Unique
- Baby Unique, Candlewick Press, 2005. ISBN 978-0-7636-2606-8
- Baby Unique Moments: A Record Book, Candlewick Press, 2006. ISBN 978-0-7636-3091-1

Série Amazing Baby
- Amazing Baby: I Love You!, Silver Dolphin Books, 2004. ISBN 978-1-59223-232-1
- Amazing Baby: Baby, Boo!, Silver Dolphin Books, 2006. ISBN 978-1-59223-585-8
- Amazing Baby: Twinkle, Twinkle!, Silver Dolphin Books, 2006. ISBN 978-1-59223-586-5
- Amazing Baby: Baby's Day!, Silver Dolphin Books, 2006. ISBN 978-1-59223-588-9
- Amazing Baby: Peekaboo, Puppy!, Silver Dolphin Books, 2006. ISBN 978-1-59223-587-2
- Amazing Baby: Hello Baby!, Silver Dolphin Books, 2006. ISBN 978-1-59223-701-2
- Amazing Baby: Go, Baby, Go!, Silver Dolphin Books, 2006. ISBN 978-1-59223-625-1
- Amazing Baby: Yum-Yum, Baby!, Silver Dolphin Books, 2007. ISBN 978-1-59223-803-3
- Amazing Baby: Spots and Dots!, Silver Dolphin Books, 2007. ISBN 978-1-59223-597-1
- Amazing Baby: Night-Night, Baby!, Silver Dolphin Books, 2007. ISBN 978-1-59223-802-6
- Amazing Baby: Picture Pairs!, Silver Dolphin Books, 2007. ISBN 978-1-59223-596-4
- Amazing Baby: Rainbow Fun!, Silver Dolphin Books, 2008. ISBN 978-1-59223-905-4
- Amazing Baby: Five Little Ducks!, Silver Dolphin Books, 2008. ISBN 978-1-59223-904-7

### Ilustrace
- Ellwand, David (illustrator). Jingle Bells (Teddy Bear Sing-Along), Silver Dolphin Books, 2011. ISBN 978-1-60710-322-6
- Ellwand, David (illustrator). Teddy Time (Book and Stacking Boxes), Silver Dolphin Books, 2011. ISBN 978-1-60710-259-5

### Autorská díla
Dětské knížky
- Ellwand, David. Beaucoup de beaux bébés, L'Ecole des Loisirs, 1995. ISBN 978-2-211-03121-9
- Ellwand, David. Baby strahlt, Baby weint, Moritz Verlag-GmbH, 1997. ISBN 978-3-89565-057-4
- Ellwand, David. Emma's Elephant: And Other Favorite Animal Friends, Dutton Children's Books, 1997. ISBN 978-0-525-45792-3
- Ellwand, David. Alfred's Camera: A Collection of Picture Puzzles , Dutton Children's Books, 1999. ISBN 978-0-525-45978-1
- Ellwand, David. Alfred's Party: A Collection of Picture Puzzles, Dutton Children's Books, 2000. ISBN 0-525-46385-2
- Ellwand, David; Ellwand, Ruth; Ellwand, David (photography). Midas Mouse, HarperCollins Children's Books, 2000. ISBN 978-0-688-16745-5
- Ellwand, David. Ten in the Bed, Advanced Marketing, 2002. ISBN 978-1-903938-27-0
- Ellwand, David. Clap your Hands, Chronicle Books, 2002. ISBN 1-929766-50-5
- Ellwand, David; and Steer, Dugald. Tickle Teddy: A Touch-and-Feel Book, Chronicle Books, 2002. ASIN B001HUD77U
- Ellwand, David; Moore, Clement Clarke; and Steer, Dugald. Santa Ted, Chronicle Books, 2003. ISBN 978-1-59354-004-3
- Ellwand, David; Tagg, Christine; Ellwand, David (photography). Metal Mutz!, Candlewick Press, 2003. ISBN 0-7636-2083-1
- Ellwand, David; Tagg, Christine; Ellwand, David (photography). Cinderlily: A Floral Fairy Tale, Candlewick Press, 2003. ISBN 978-0-7636-2328-9
- Ellwand, David. The Big Book of Beautiful Babies, Ragged Bears Publishing, 2005. ISBN 978-1-85714-182-5
- Ellwand, David; Ellwand, Ruth; Ellwand, David (photography). The Mystery of the Fool and the Vanisher, Candlewick Press, 2008. ISBN 0-7636-2096-3
- Ellwand, David. Wheels on the Bus, Silver Dolphin Books, 2010. ISBN 978-1-60710-103-1
- Ellwand, David. Old Macdonald, Silver Dolphin Books, 2010. ISBN 978-1-60710-104-8
- Ellwand, David. Row, Row, Row Your Boat (Teddy Bear Sing-Along), Silver Dolphin Books, 2011. ISBN 978-1-60710-159-8
- Ellwand, David. Head, Shoulders, Knees, and Toes (Teddy Bear Sing-Along), Silver Dolphin Books, 2011. ISBN 978-1-60710-321-9

Série Boasting
- Ellwand, David. Perfect Pets Boasting Book, Ragged Bears Publishing, 1997. ISBN 978-1-85714-133-7
- Ellwand, David. Gorgeous Grandchildren Boasting Book, Ragged Bears Publishing, 2005. ISBN 978-1-85714-057-6
- Ellwand, David. Beautiful Babies Boasting Book, Ragged Bears Publishing, 2005. ISBN 978-1-85714-058-3
- Ellwand, David. D. E. Mummy's Boasting Book, Ragged Bears Publishing, 2005. ISBN 978-1-85714-091-0
- Ellwand, David. My Boasting Book D.E., Ragged Bears Publishing, 2005. ISBN 978-1-85714-142-9
- Ellwand, David. Daddy's Boasting Book, Ragged Bears Publishing, 2005. ISBN 978-1-85714-092-7
- Ellwand, David. Granny's Boasting Book, Ragged Bears Publishing, 2005. ISBN 978-1-85714-093-4
- Ellwand, David. Grandpa's Boasting Book, Ragged Bears Publishing, 2005. ISBN 978-1-85714-094-1
- Ellwand, David. Great-Granny's Boasting Book, Ragged Bears Publishing, 2005. ISBN 978-1-85714-085-9
- Ellwand, David. Great-Grandpa's Boasting Book, Ragged Bears Publishing, 2005. ISBN 978-1-85714-086-6

## Ocenění
- 2003: British Book Awards' Stora Enso Design and Production Award for Fairie-ality, the Fashion Collection from The House of Ellwand[12]
- 2002: American Booksellers Association's Book Sense 76 Selection for Fairie-ality, the Fashion Collection from The House of Ellwand
- 2002: Hong Kong Print Awards' Best Printed Book Prize for Fairie-ality, the Fashion Collection from The House of Ellwand[13]
- 2002: American Library Association's Best Book for Young Adults for Fairie-ality, the Fashion Collection from The House of Ellwand[14]
- 2003: New England Book Show's Best of Show for Fairie-ality, the Fashion Collection from The House of Ellwand[15]
- 2003: New England Book Show's Best Book Manufacturing for Fairie-ality, the Fashion Collection from The House of Ellwand[15]
- 2004: Booktrust Early Years Awards' Baby Book Award for I Love You![16][17]
- 2010: New England Book Show's Best Pictorial Book for Fairie-ality Style: A Sourcebook of Inspirations from Nature[18]
- 2010: Printing Industries of America's Benny Award for Fairie-ality Style: A Sourcebook of Inspirations from Nature[19][20]